# カップ式自動販売機
カップ式自動販売機（カップしきじどうはんばいき）とは、単独の機械の中で飲料の原液をパイプからカップに注いで提供する自動販売機である。カップ式自販機（カップしきじはんき）とも略される。

## 概要

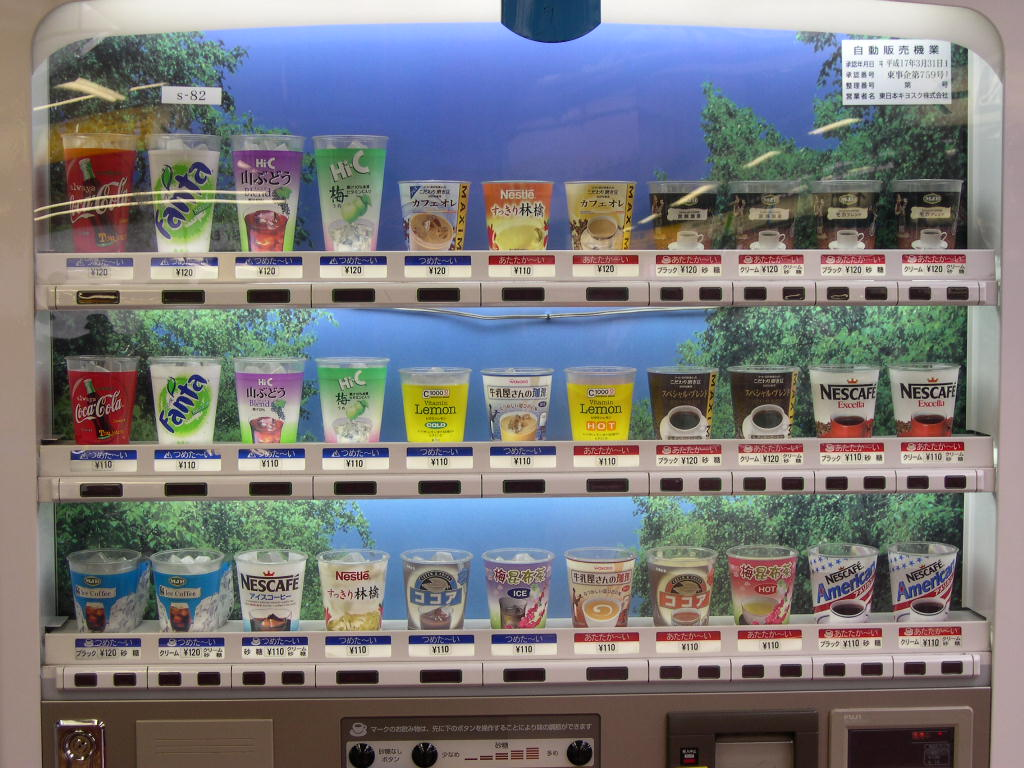
カップ式自動販売機

自動販売機の中でも清涼飲料水を販売するものを飲料自販機という。日本自動販売システム工業会によると2022年12月末現在、飲料自動販売機の中で「コーヒー・ココア (カップ)」とされているものは128,000台設置されている。飲料自販機はカップ式とボトル、缶、紙パックを販売する容器入りに大別される。カップ式の中でも作り方によって、後に混ぜるか先に混ぜるかでポストミックスとプリミックスに種類が分かれ、プリミックス方式は現代のカップ式自動販売機ではあまり用いられていない。ポストミックス、プリミックスは炭酸飲料を作る際にも用いられる用語で、飲料の注出方式を表す。取り扱いには、HACCPやルートセールスやQC（クオリティコントロール）クルーによる、食品衛生についての品質管理が必要とされる。なお、カップ式自販機の正式名称がカップミキシング方式カップ飲料自販機であるとするものもあり、この形式の自動販売機を指す名称は定まっていない。また他の自動販売機同様、カップ式自動販売機を設置する場合、食品衛生法第52条第1条に基づいて喫茶店営業許可が必要となるが、屋内に設置され高度な機能を有するものは届出が不要となる。

## 歴史

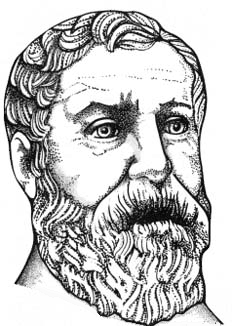
アレクサンドリアのヘロン

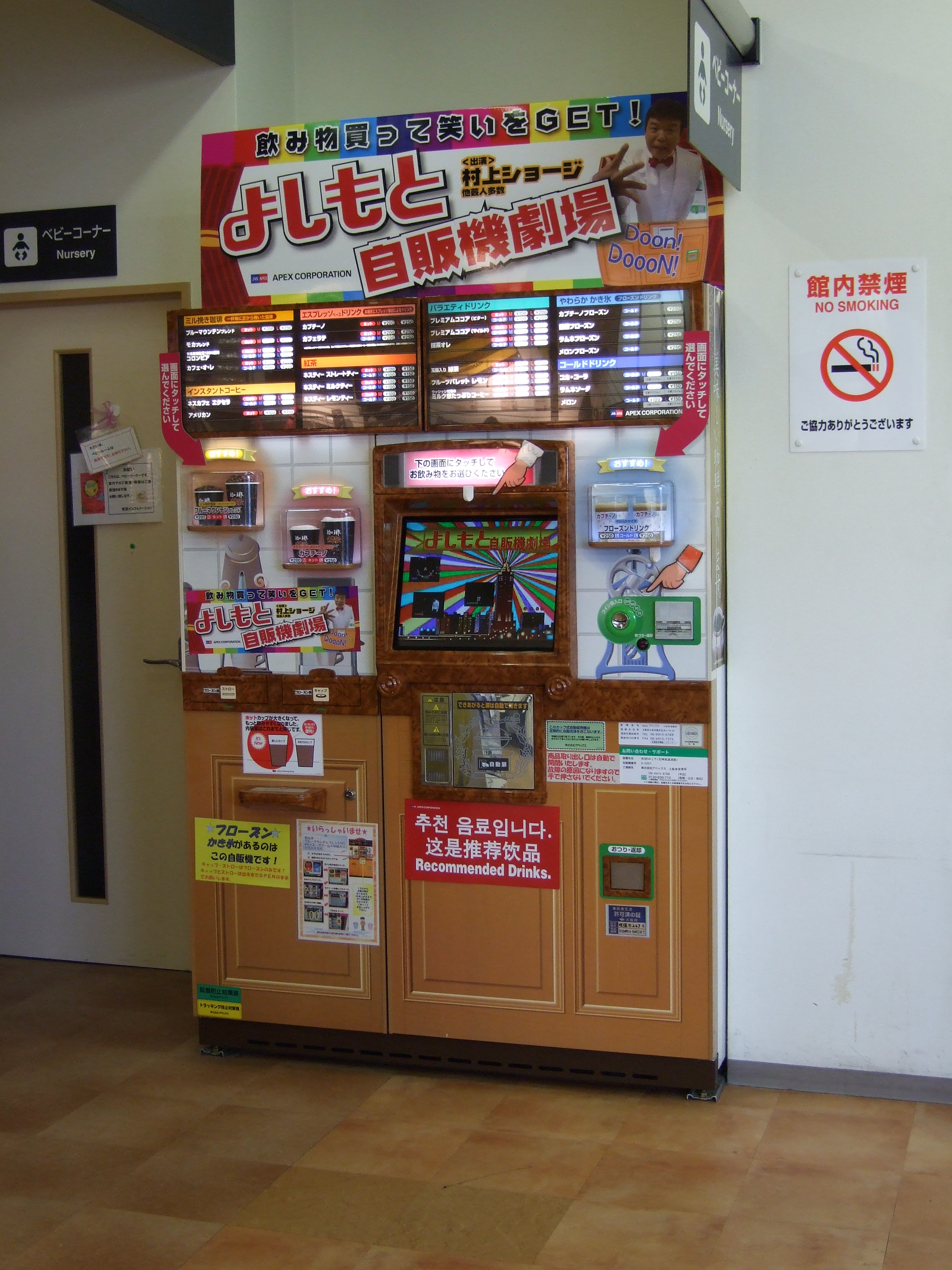
屋内に設置された紙コップ式自動販売機

紙コップ式の清涼飲料自動販売機が1926年のアメリカで誕生している。日本では、カップ式自販機が喫茶店営業許可業種となる法規制が1972年に行われたことと、1972年時点で17,312台のカップ式自販機が普及していた。最古のカップ式自販機は、紀元前215年に寺院（神殿）に設置されていた最古の自販機ともされる古代エジプトの、てこの原理を応用したヘロンの聖水自販機である。しかし、ヘロンが発明したものか、その師とされる紀元前エジプトの発明家クテシビオス（クテーシビオス、テシビアス）によるものかは正確にはわかっていない。
1957年にはホシザキからジュース自動販売機が登場した。1960年代初頭、「オアシス」などの噴水型ジュース自販機は人気を博したが衛生面が問題視された。
1963年に、日本コカ・コーラによってカップ部門の認定オペレーターの運営のために日本自動販売株式会社が設立された。その頃の主力機種として主なメーカーはコーヒーのカップ式飲料自販機を用いた。その背景には1961年の電気用品取締法の制定、食品衛生法第7条、第10条の告示、新三菱重工（現・三菱重工業）の米国のベンド社（The Vendo co.）との提携があり、その翌年の1962年に製造された、スラントシェルフ型の半自動式販売機、V-63型が後の自販機大国日本に繋がったと国立科学博物館・産業技術史資料センターはしている。
その後のカップ式自動販売機としての技術進歩としては、1981年のホット&コールド機やカップミキシングシステム（CMS）の導入が挙げられる。
現在では、高齢者の嚥下補助用のためにとろみ付きボタンを有した機種や味調節ボタンでクリームや砂糖、コーヒーの濃さを指定できるものがある。SDGsや食品ロスへの取り組みとも関係があるカップを用いたスマートジューサーも登場している。このように、現在に至るまで消費者に対する工夫がなされている。

## 文化

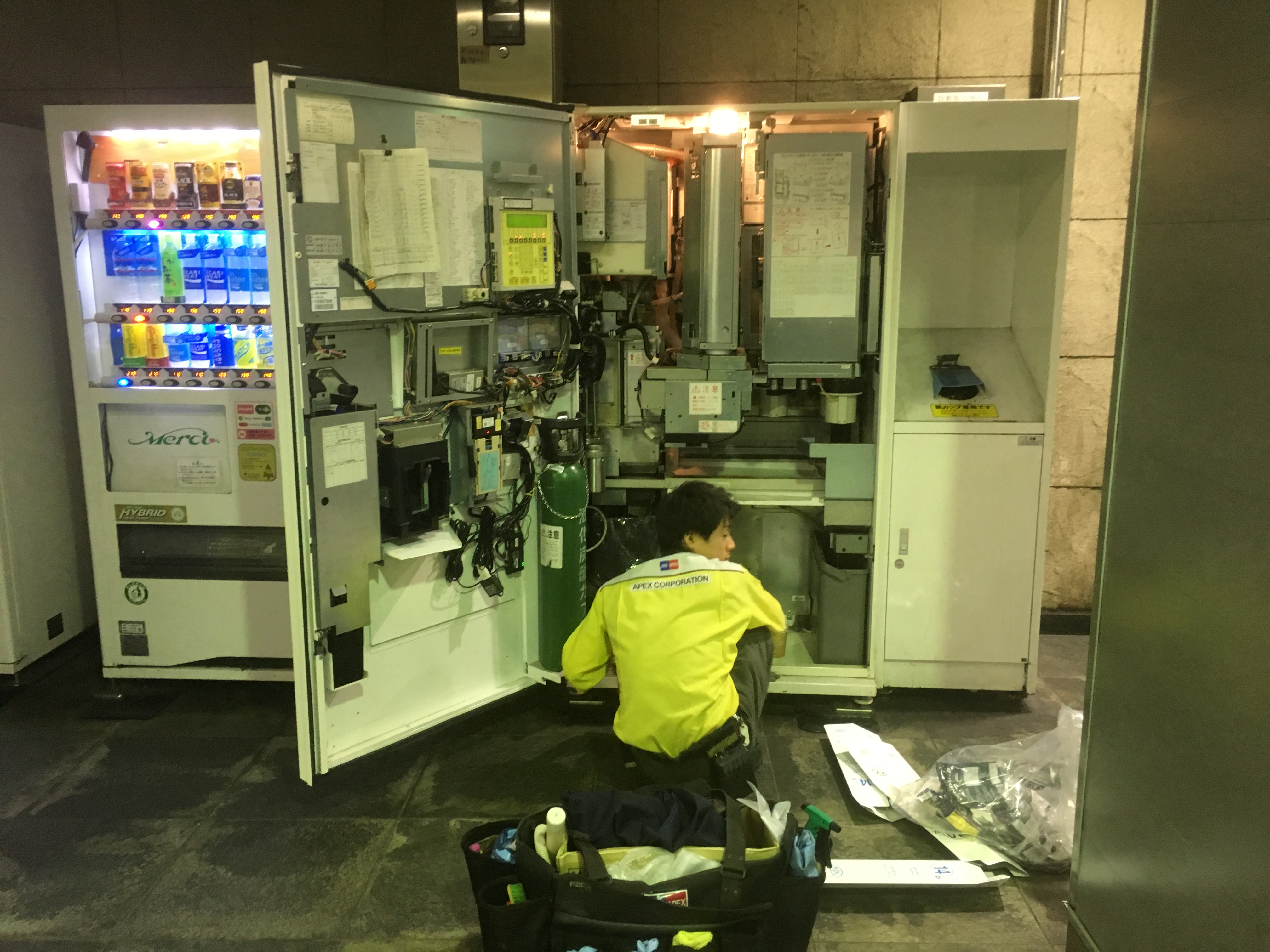
カップ式自動販売機の中身

ゴキブリなどの害虫がカップ式自販機の内部にいるとの噂があるが、対策のためにARテープやカップ式ベンダーには、ゴキブリを寄せ付けないサニータという防虫鋼板が使われており、前述のHACCPなどの取り組みによるオートサニテーション機能の導入も行われている。また、長距離（約100キロメートル以上）のドライブにおいて高速道路が使用されることから、休憩の際に眠気を感じた際にサービスエリア・パーキングエリアなどでカフェインや糖分の摂取のためにコーヒー飲料を購入することがある。

## 販売

### 日本国内

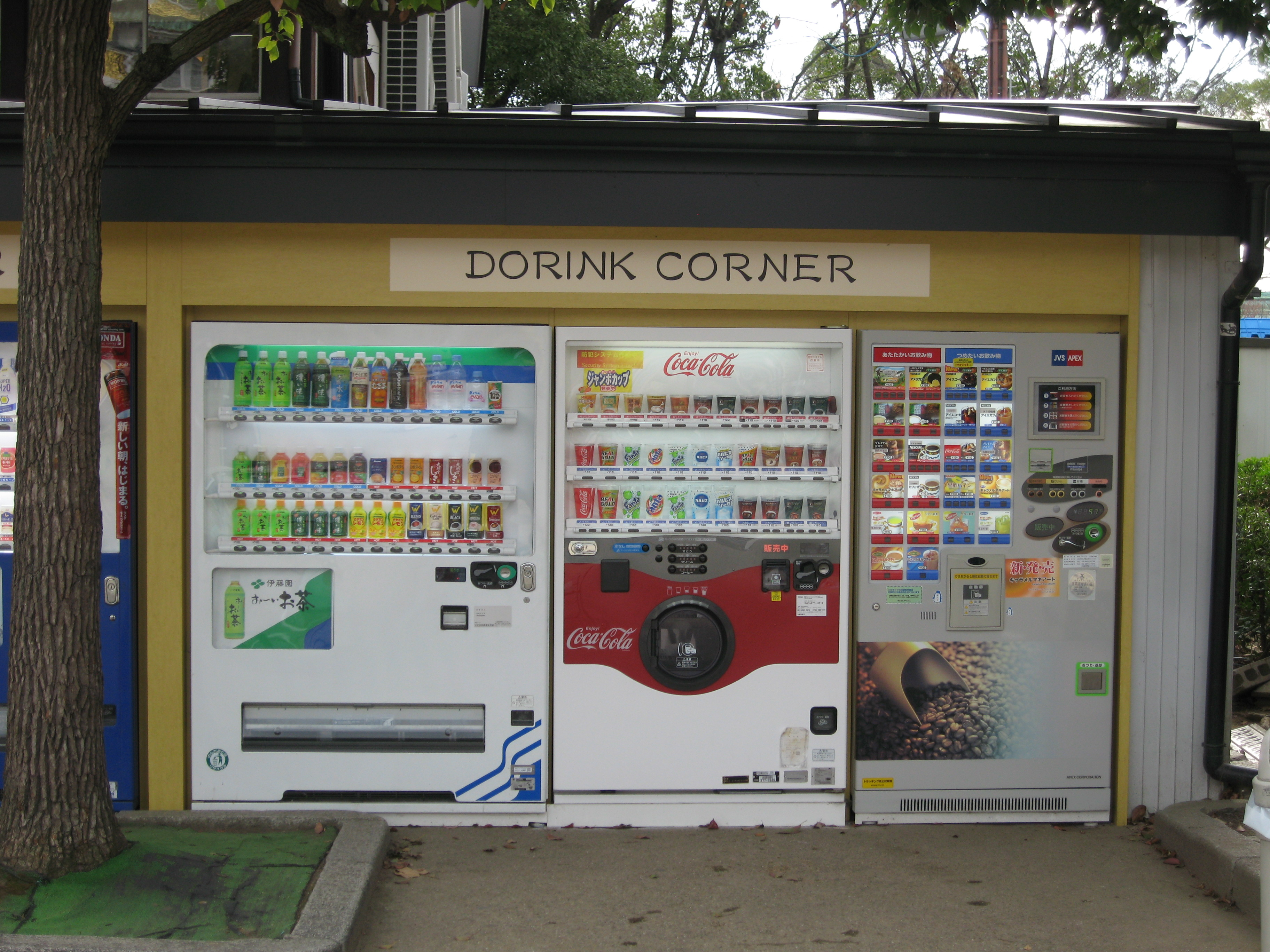
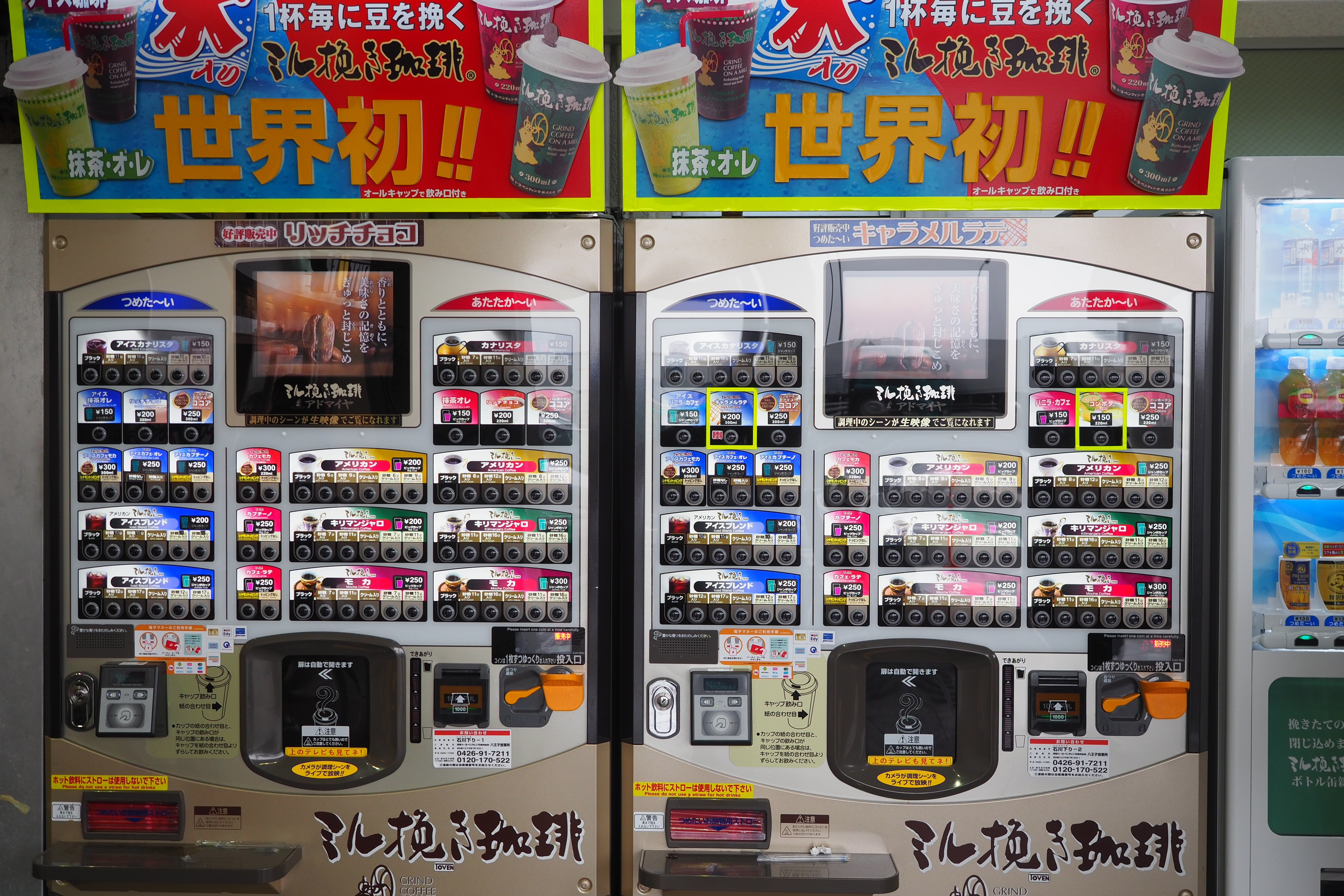
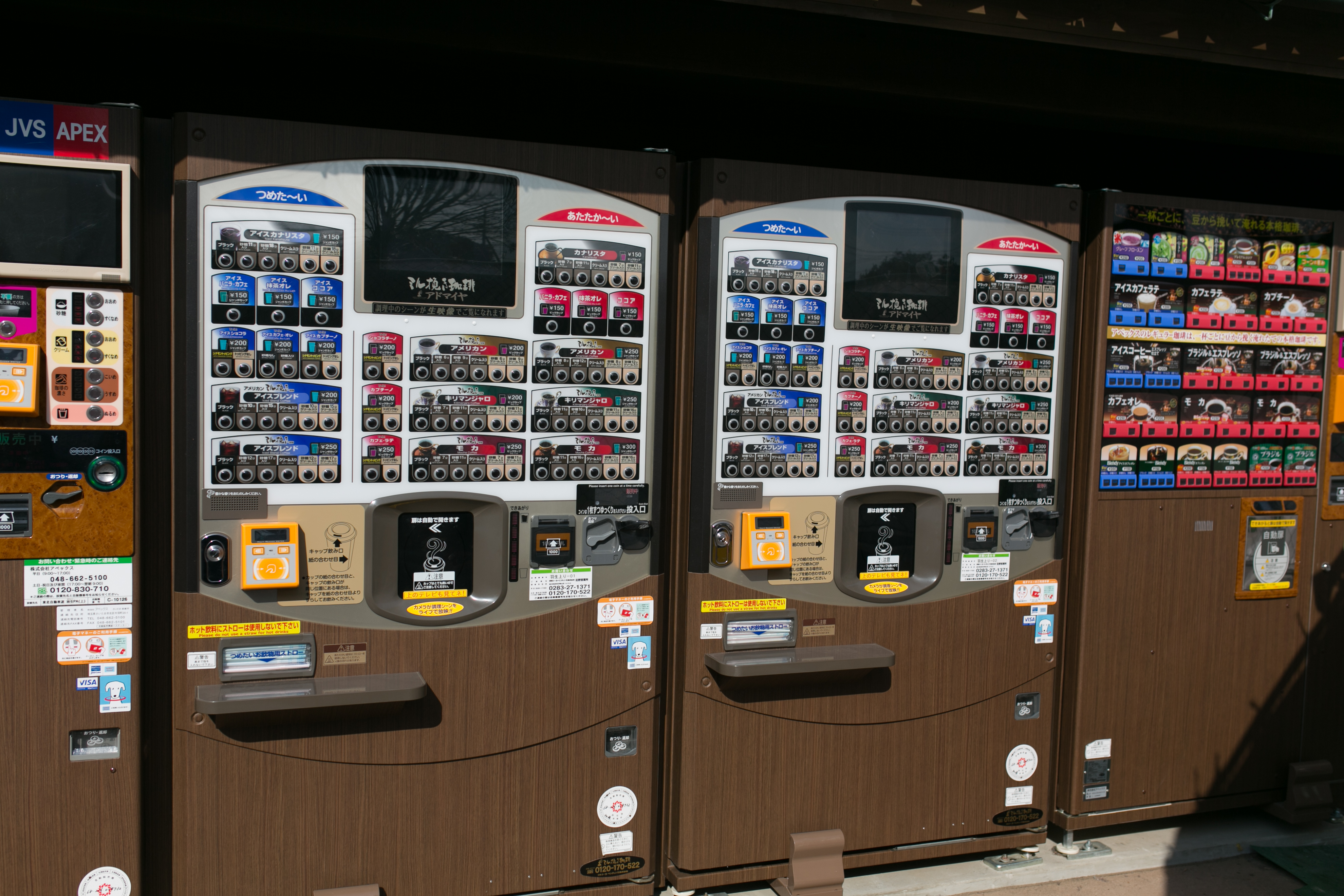
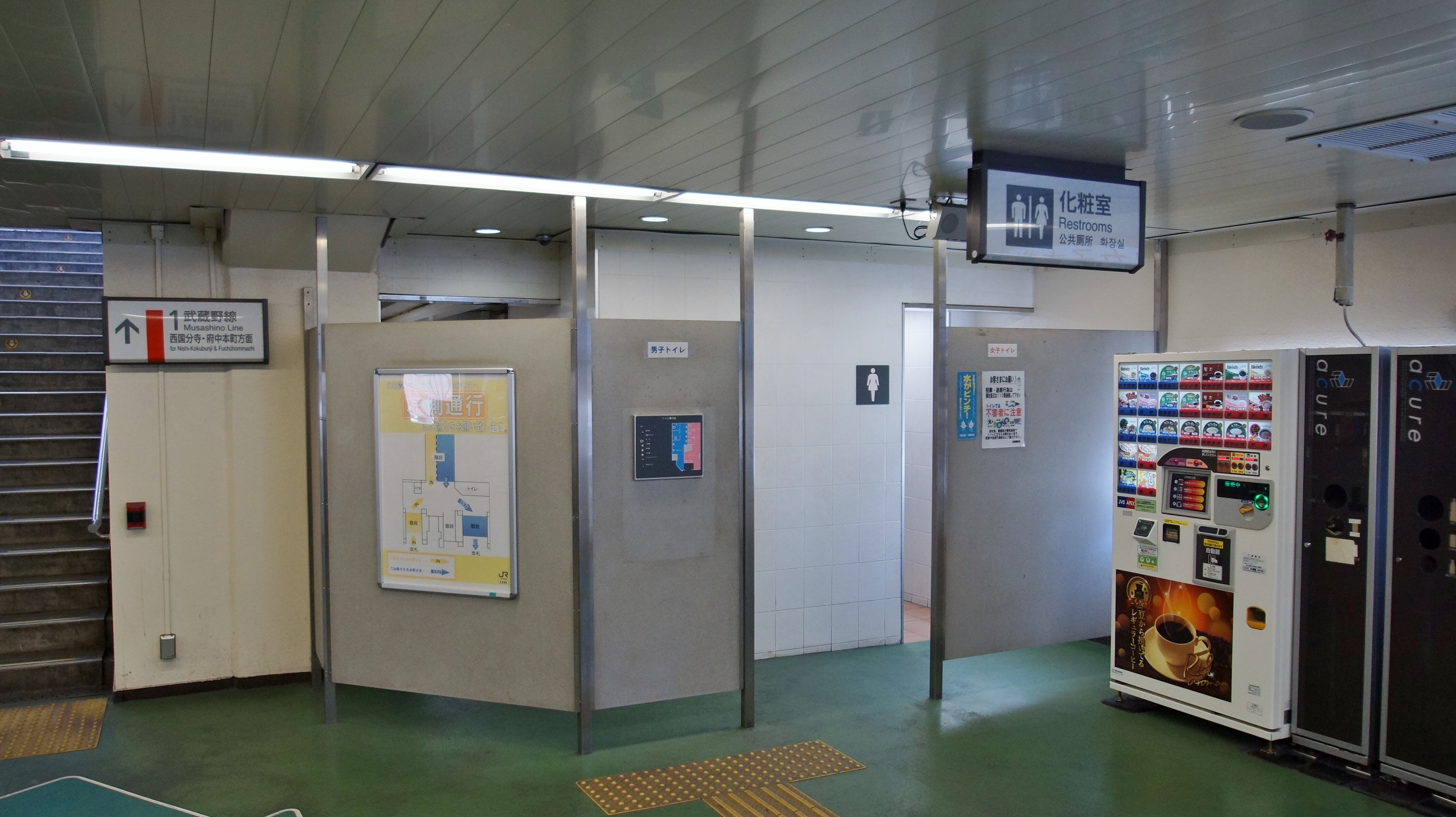
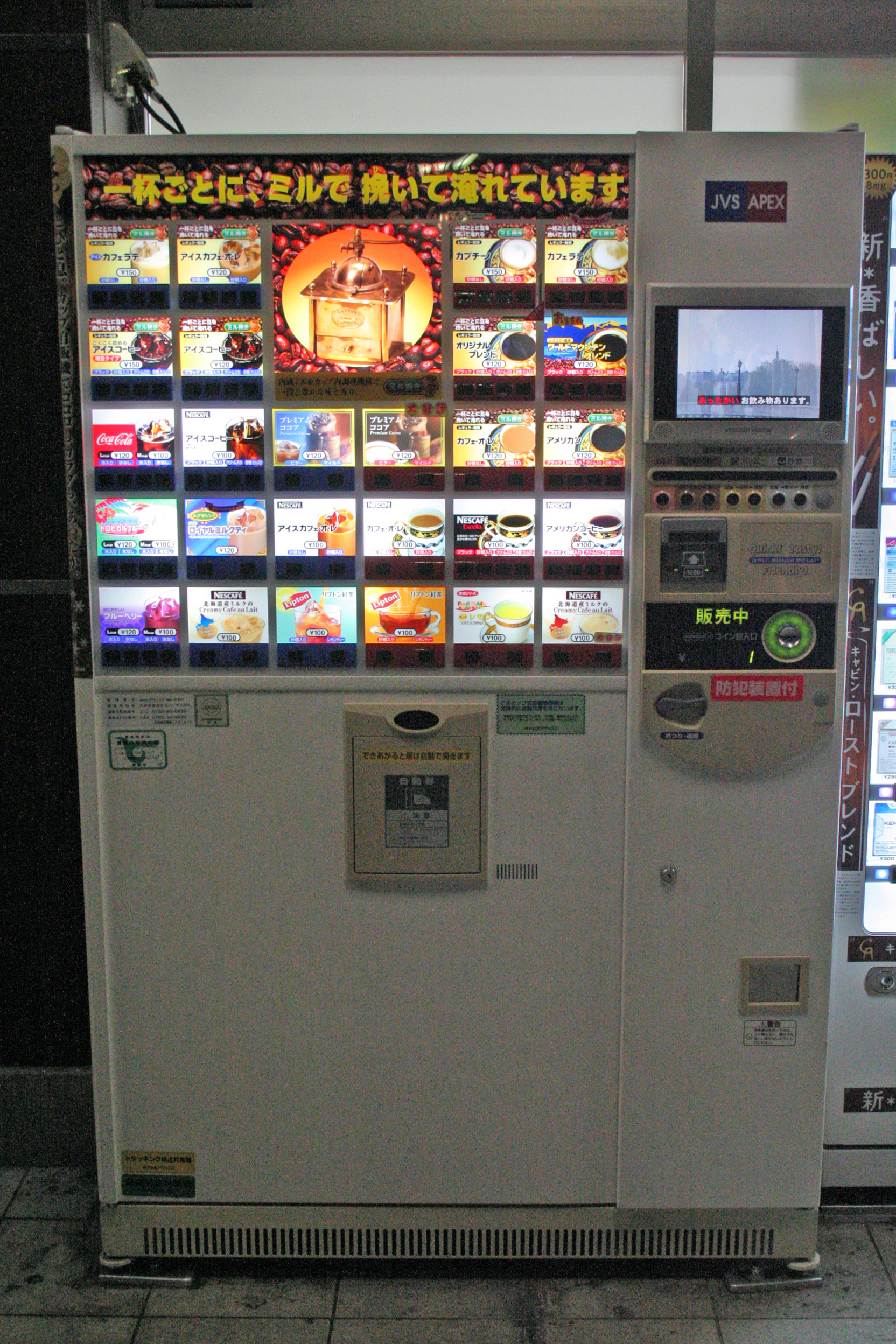
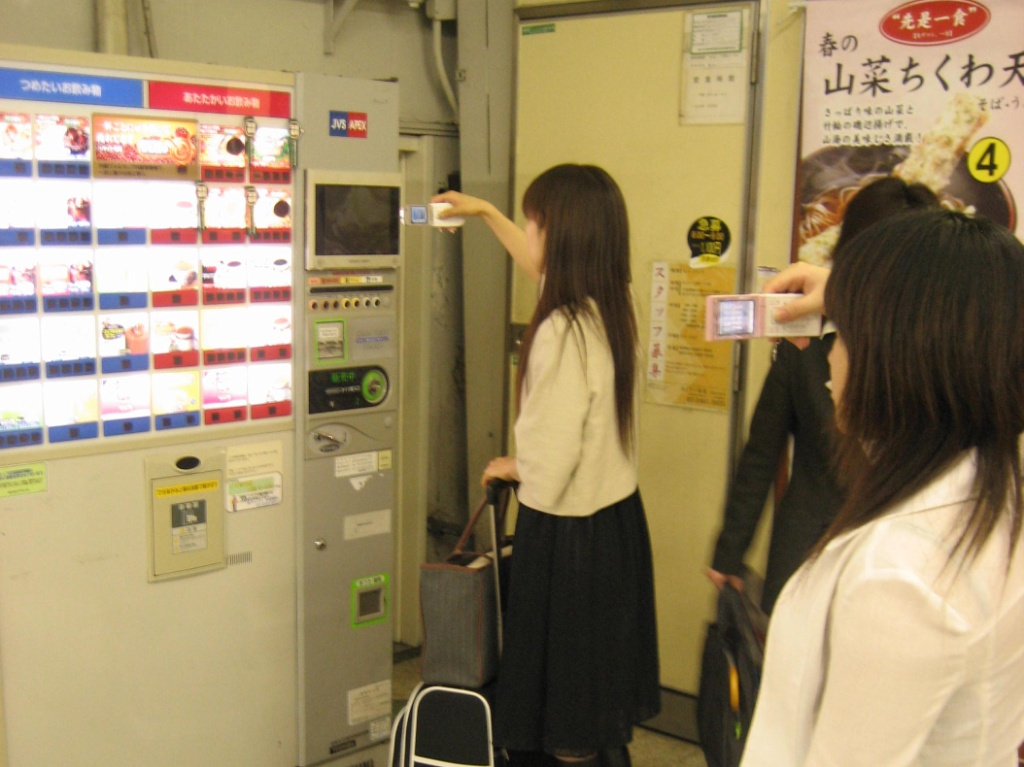
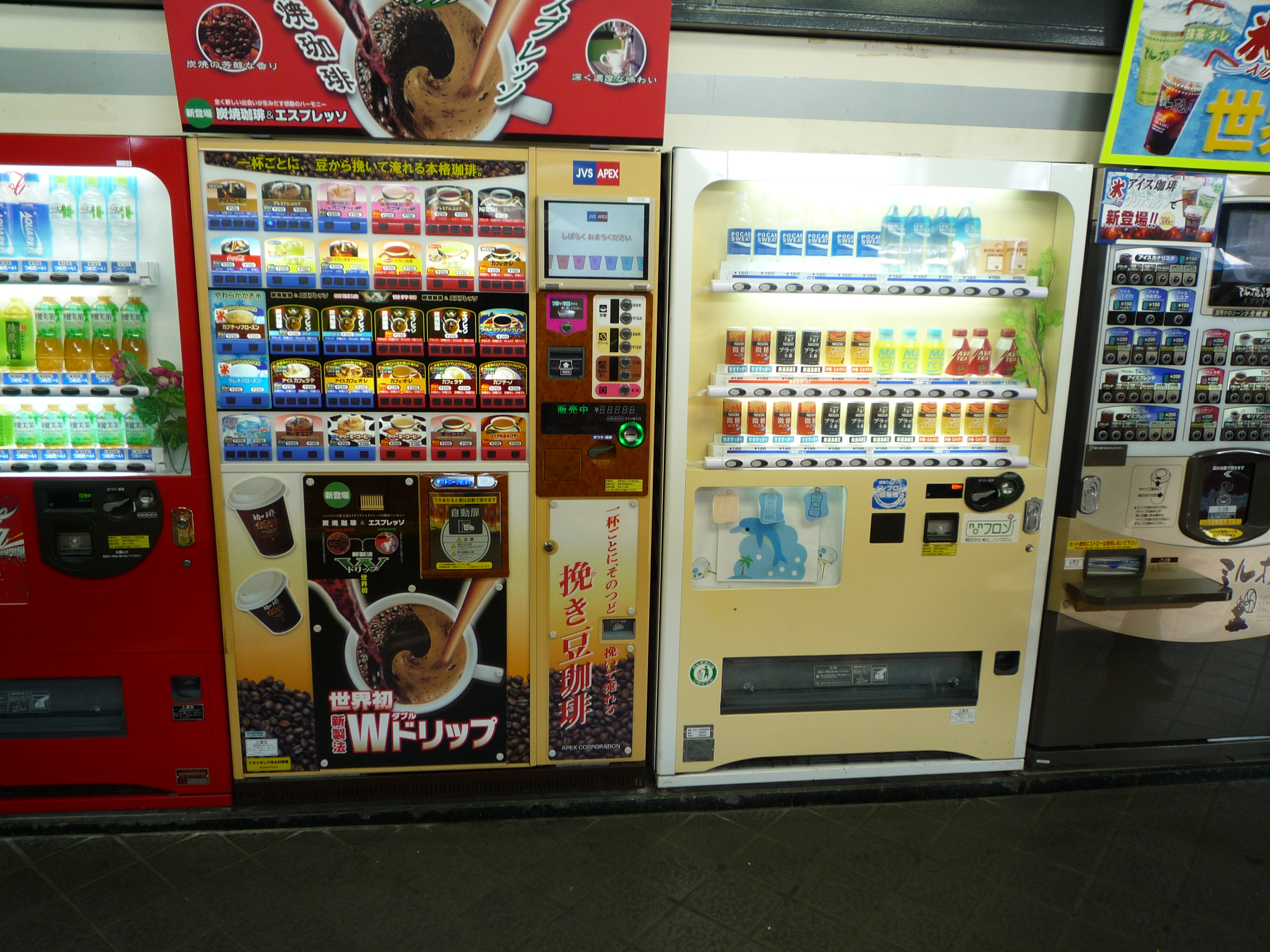

カップドリンクとしてコーヒー、ココア、紅茶、各種ソフトドリンク、フローズンドリンクなどが販売されている。

#### 種類
| メーカー                             | 機種                                                                                            | 備考                                                                  |
| ------------------------------------ | ----------------------------------------------------------------------------------------------- | --------------------------------------------------------------------- |
| アペックス                           |                                                                                                 |                                                                       |
| APEX 85QVR                           | ※公式サイトに「カップ式自動販売機」として記載されている機種                                     |                                                                       |
| APEX 100RS                           | ※公式サイトに「カップ式自動販売機」として記載されている機種                                     |                                                                       |
| APEX 100QRC                          | ※公式サイトに「カップ式自動販売機」として記載されている機種                                     |                                                                       |
| APEX 120QREC                         | ※公式サイトに「カップ式自動販売機」として記載されている機種                                     |                                                                       |
| APEX 120QVR/100QVR/80Q               | ※公式サイトに「カップ式自動販売機」として記載されている機種                                     |                                                                       |
| トーヨーベンディング                 | ※公式サイトに「カップ式自動販売機」として記載されている機種                                     |                                                                       |
| アドマイヤ                           | ミル挽き珈琲 本格派アドマイヤシリーズ                                                           |                                                                       |
| アドマイヤブルー                     | ミル挽き珈琲 本格派アドマイヤシリーズ                                                           |                                                                       |
| The Rising Sun coffee × ミル挽き珈琲 | ミル挽き珈琲 コラボ機                                                                           |                                                                       |
| ミル挽き珈琲 フロアサイドカフェ      | バラエティ自販機                                                                                |                                                                       |
| ミル挽き珈琲 アドスリム              | バラエティ自販機                                                                                |                                                                       |
| 富士電機                             | FXA2                                                                                            | ※公式サイトにとして「カップ式飲料自動販売機」として記載されている機種 |
| 富士電機                             | FX12                                                                                            | ※公式サイトにとして「カップ式飲料自動販売機」として記載されている機種 |
| 富士電機                             | FX22                                                                                            | ※公式サイトにとして「カップ式飲料自動販売機」として記載されている機種 |
| 富士電機                             | FR2AM コーヒー専用機                                                                            | ※公式サイトにとして「カップ式飲料自動販売機」として記載されている機種 |
| 菊池ベンディングサービス             |                                                                                                 |                                                                       |
| FX12                                 | 省エネに対応                                                                                    |                                                                       |
| FR2AM                                | 簡単なメンテナンス                                                                              |                                                                       |
| BHK480R                              | 粉末自動給茶機                                                                                  |                                                                       |
| ジャパンビバレッジ                   |                                                                                                 |                                                                       |
| CST-B700MW                           | ※公式サイトの「カップ」に記載されている機種のみ                                                 |                                                                       |
| プレミアムバール                     | ※公式サイトの「カップ」に記載されている機種のみ                                                 |                                                                       |
| Smart Cafés®                         | ※公式サイトの「カップ」に記載されている機種のみ                                                 |                                                                       |
| コカ・コーラボトラーズジャパン       | ジョージアカフェ自販機                                                                          |                                                                       |
| その他                               | 「高度な機能」の条件を満たす自動販売機の機種のリストについて(リストの更新) (PDF) も参照のこと。 |                                                                       |

### 日本国外

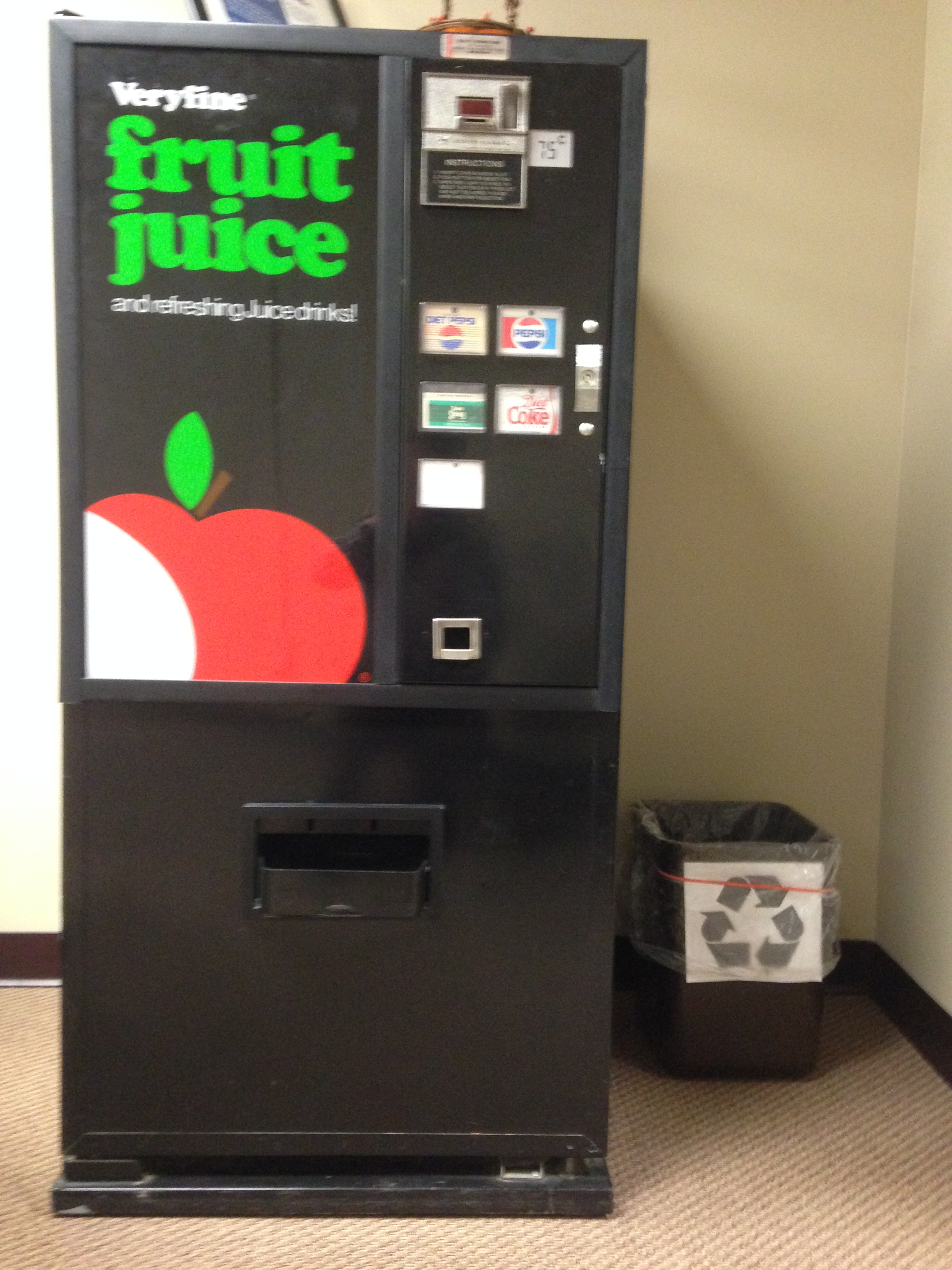
アメリカの職場に設置されたVeryfine（英語版）の自動販売機
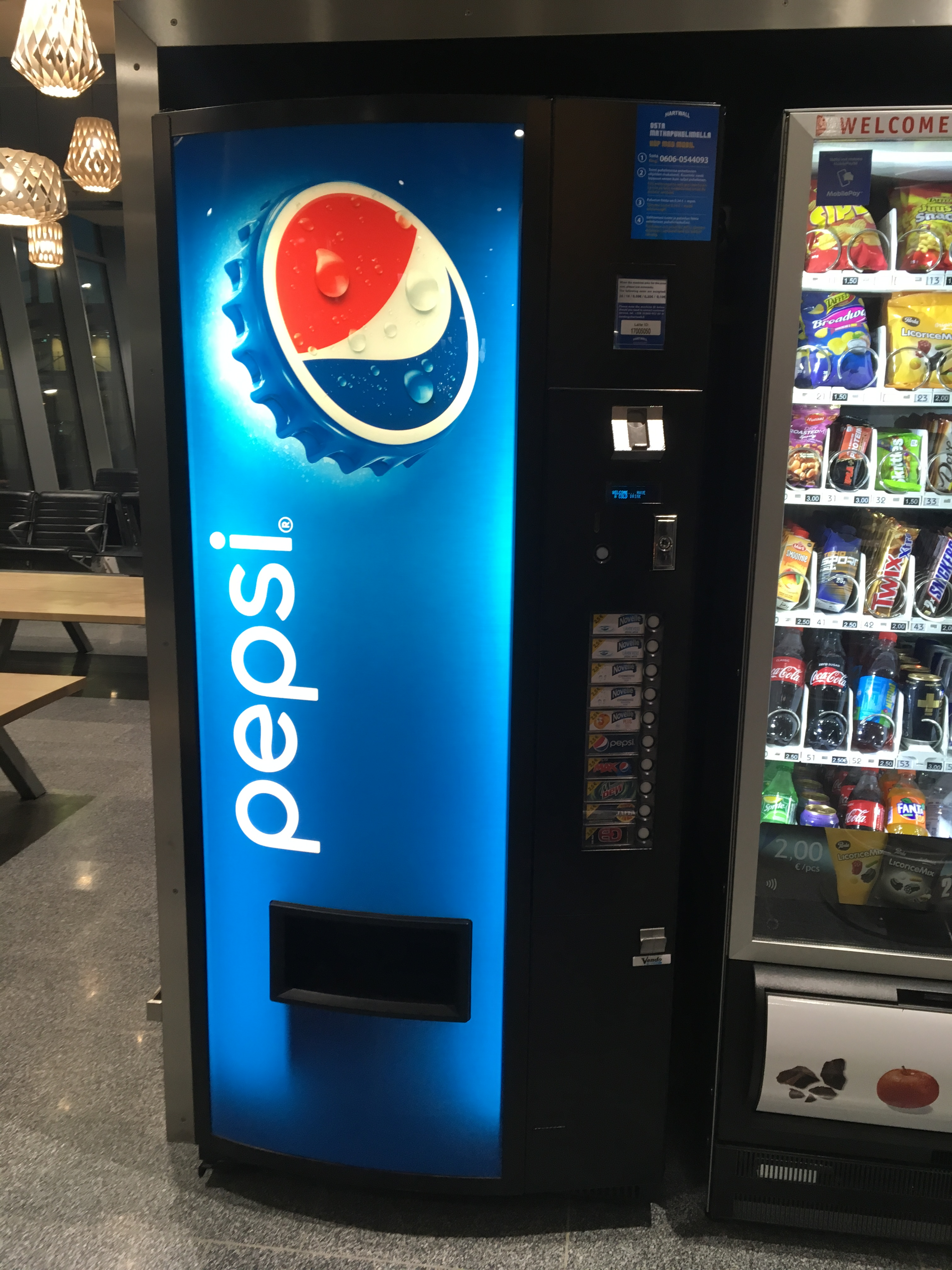
ヘルシンキのペプシコーラ自動販売機
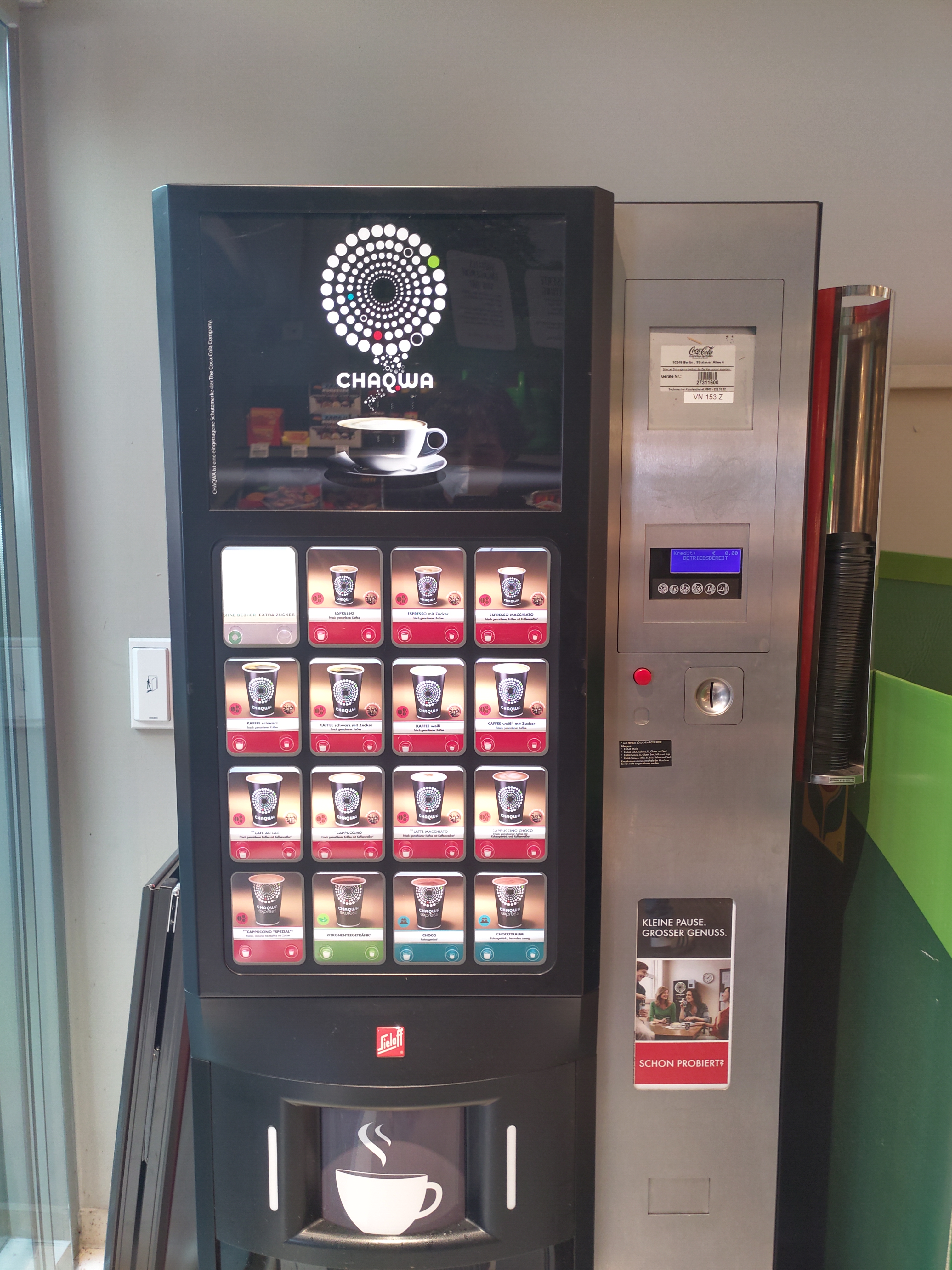
ドイツのスーパーマーケットの入り口に設置されたカップ式コーヒー自動販売機
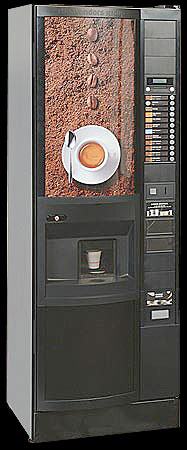
カップ式コーヒー自動販売機

「カップ式自動販売機」などの用語そのものは、日本語である。主に職場用に使い捨て（複数回利用可能な）ベンディングカップが自動販売機用に売られている。Lavazza（伊:ラバッツア、ラバッツァ）の自動販売機部門であるフラビアやKLIXといったオフィスコーヒーマシンでは、コーヒー、紅茶、緑茶の販売がされている。